# کاتیا فوربرت پترسن
کاتیا فوربرت پترسن (به لهستانی: Katia Forbert Petersen) فیلم‌بردار، فیلم‌نامه‌نویس، کارگردان و تهیه‌کننده فیلم دانمارکی-لهستانی است.
وی دانش‌آموختهٔ رشتهٔ فیلم‌برداری در مدرسه ملی فیلم ووچ است و دنبال وقایع مرتبط با یهودستیزی در لهستان، به دانمارک مهاجرت کرد. او تا کنون بیش از ۱۵۰ فیلم بلند و مستند ساخته‌است.